# Iarmuti
Iarmuti va ser un petit regne sotmès per Sargon I d'Akkad cap al 2220 aC, situat segurament al Líban, prop de la Mediterrània, potser vora el riu Yarmuk.
Amb el nom de Jarmut o Yarmuth es coneix una ciutat cananea a la plana de Judà, residència d'un rei en temps de l'arribada dels israelites a Palestina. Segons el Llibre de Josuè, el seu rei, anomenat Piram, va ser un dels cinc reis amorreus que van formar una aliança per oposar-se als israelites i atacar la ciutat de Gabaon.